# Сесто ал Регена
Сѐсто ал Рѐгена (на италиански: Sesto al Reghena; на фриулски: Siest, Сиест) е градче и община в Северна Италия, провинция Порденоне, автономен регион Фриули-Венеция Джулия. Разположено е на 13 m надморска височина. Населението на общината е 6393 души (към 2010 г.).